# 耶魯帕哈峰

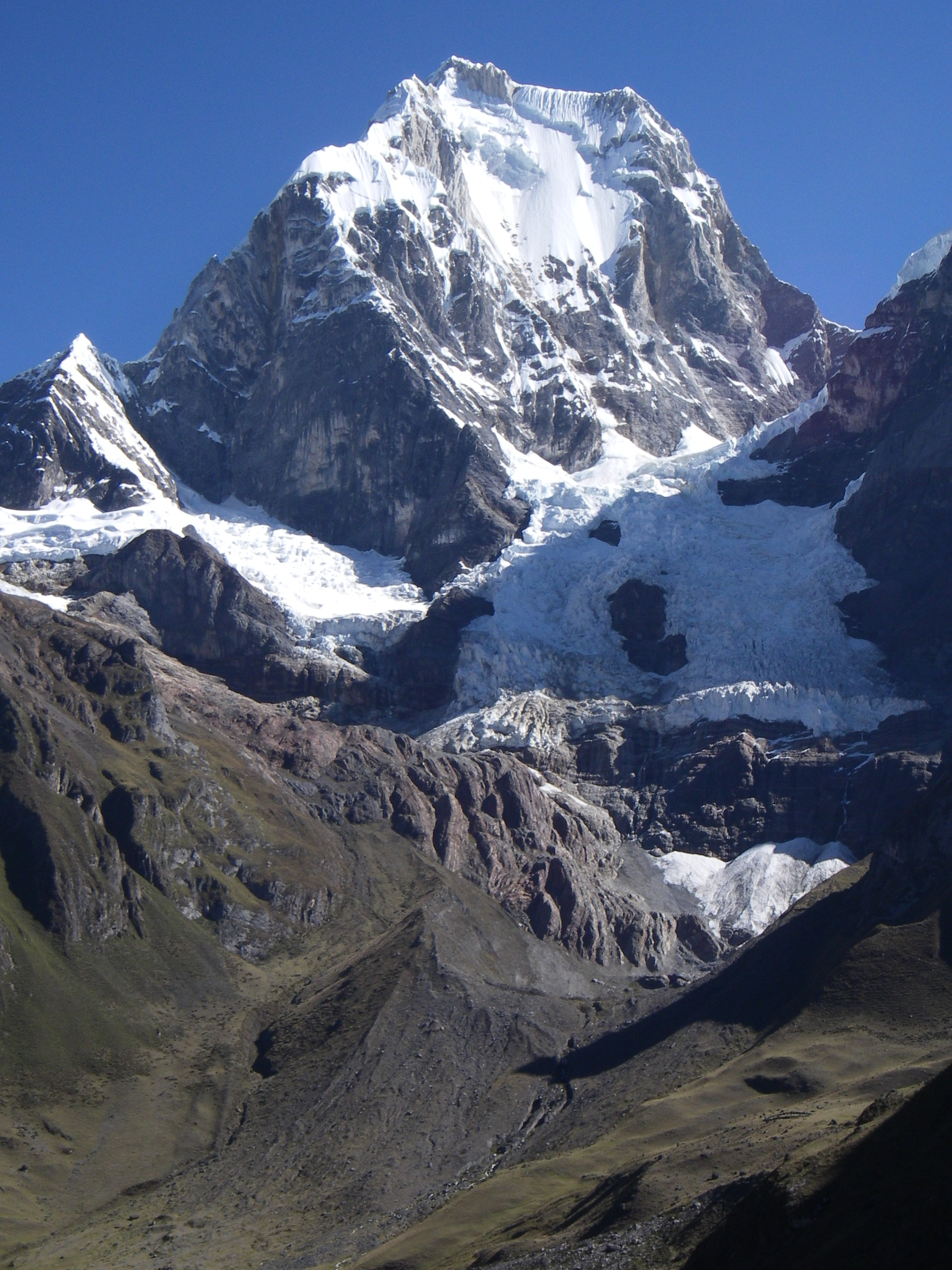

耶魯帕哈峰是秘魯的山峰，位於該國中西部瓦斯卡蘭國家公園，屬於安第斯山脈的一部分，海拔高度6,635米，美國攀山隊在1950年登上該山峰。

## 外部連結
- Yerupajá on Summitpost （页面存档备份，存于）
- Complete guide to the Huayhuash Andean Circuit (in spanish) （页面存档备份，存于）